# Torneo de Marsella 2009
El Open 13 (Torneo de Marsella) fue un evento de tenis perteneciente al ATP World Tour en la serie 250, se jugó entre el 16 al 22 de febrero en Marsella, Francia.

## Campeones
- Individuales masculinos:  Jo-Wilfried Tsonga  derrota a  Michaël Llodra, 7-5, 7-6(3).

- Dobles masculinos:  Arnaud Clément /  Michaël Llodra derrotan a   Julian Knowle /  Andy Ram, 3–6, 6–3, 10–8.